# The Brothers (Southland)
The Brothers sind eine Inselgruppe südöstlich von Stewart Island, im Süden von Neuseeland. Administrativ zählt die Inselgruppe zur Region Southland.

## Geographie
Die Inselgruppe besteht aus drei Inseln und befindet sich rund 500 m vor der südlichen Küste von Stewart Island sowie rund 4,3 km östlich von Pearl Island, der größten Insel in dem Gebiet. Die beiden größeren Insel der Gruppe liegen rund 125 m in einer Nord-Süd-Ausrichtung auseinander. Die nördliche Insel umfasst bei einer Höhe von etwas über 40 m eine Fläche von rund 2,2 ha und die südlichere Insel ist mit rund 2,5 ha etwas größer und mit 65 m etwas höher. Die dritte Insel besteht aus einem kleinen Felsen, der sich wenige Meter südwestlich der südlichen Insel befindet.
Die beiden größeren Inseln sind größtenteils mit Buschwerk und Bäumen bewachsen.